# Marcos Mello Cavallaria
Marcos Mello Cavallaria (São Paulo, 20 de Dezembro de 1981), é um artista, diretor e fotógrafo brasileiro. Começou sua carreira quando criança, e aos 15 anos de idade chegou a criar cartoon para a Comic Con de San Diego e foi quando ganhou seu primeiro cachê profissional.

## Biografia
É formado em teatro e cinema pelo Studio Fátima Toledo e tornou-se conhecido por seus trabalhos com luz. Marcos chegou a atuar em séries, novelas e filmes, foi o precursor da arte de produzir fashion films e criou filmes para diversas marcas. Na mesma época, fechou parceria com a RED Digital Cinema, empresa americana que fabrica câmeras fotográficas e cinematográficas, sendo nomeado pelo CEO da empresa, Jarred Land, se tornando o único brasileiro e um dos quatro embaixadores da marca no mundo, ao lado de nomes como Brad Pitt e Michael Bay.
Marcos já produziu diversos filmes e campanhas, muitas voltadas para a área de moda e beleza, como: Giorgio Armani, Givenchy, Ralph Lauren, Avon, Natura, Ellus, entre outras. Já fotografou nomes como: Gisele Bündchen, Zac Afron, Kendal Jenner, Matthew McConaughey, Li Qin, Isabeli Fontana, Alessandra Ambrósio, entre outros. Dirigiu clipes de grandes nomes da música como: Iza, Claudia Leitte, NX Zero, Vintage Culture e, o mais recente, Jaafar Jackson, sobrinho do Michael Jackson, que escolheu Marcos para dirigir seu primeiro clipe da carreira ‘’Got me singing’’, gravado em junho, no Vidigal, Rio de Janeiro. 
O mais recente projeto em exibição é o Cavallaria Immerse, onde Marcos expõe conceitos que misturam Filosofia existencialista, Física Quântica, Luz e Live Performance. Com exposições feitas na Art Basel Miami 2018 e Burning Man 2019.

## Séries
TimeFrame e Stardust, que misturam física quântica e fotografia.
Consiste em tornar visível o invisível, ou seja, a relação entre realidade e dimensão se tornam reais sob efeito óptico captado pelas lentes da câmera fotográfica de Marcos Mello Cavallaria. A técnica é capaz de mostrar coisas não visíveis a olho nu. Foi desenvolvida a partir de estudos e tecnologia fornecidos pela RED DIGITAL e seus cientistas, que também são os mesmos da Nasa. A primeira exibição da performance ao vivo foi realizada no final de 2018 no Art Basel, em Miami, com a participação da top model Isabeli Fontana e de Loic Mabanza, dançarino da Madonna. Em 2019, seu projeto ganhou espaço no Burning Man.